# Brachiaria arizonica
Brachiaria arizonica là một loài thực vật có hoa trong họ Hòa thảo. Loài này được (Scribn. & Merr.) S.T.Blake mô tả khoa học đầu tiên năm 1969.